# Die drei Stigmata des Palmer Eldritch
Die drei Stigmata des Palmer Eldritch (Originaltitel The Three Stigmata of Palmer Eldritch) ist ein Science-Fiction-Roman des US-amerikanischen Autors Philip K. Dick, der zuerst 1965 erschien. Im deutschsprachigen Raum wurde er zeitweise auch unter dem Titel LSD-Astronauten verlegt.
Das Buch war 1965 für den Nebula Award nominiert. Wie viele von Dicks Werken spielt es in einer dystopischen Welt und stellt die übliche Wahrnehmung der Realität in Frage. Dabei spielen Drogen eine wichtige Rolle. Es ist auch eines der ersten Werke Dicks, in denen religiöse Themen behandelt werden.

## Inhalt
Auf der vollkommen verbauten, künstlich gewordenen Erde ist es inzwischen so heiß geworden, dass ein Spaziergang in der Mittagshitze lebensgefährlich ist. Die Vereinten Nationen sind die beherrschende politische Kraft. In ihrer Macht liegt es, jedermann zwangsweise zum Dienst in Kolonien zu verpflichten. Besonders der Mars ist ein beliebtes Ziel für solche Zwangsverpflichtungen, dabei ist der Planet eine luftarme Wüste, in der das Leben allein durch die Droge Can-D erträglich wird. Sie erfordert für den Trip neben der Droge noch ein sogenanntes Layout, das etwa einem Puppenhaus entspricht. Unter Einfluss der Droge imaginieren sich Männer in die männliche, Frauen in die weibliche Puppe hinein und können in einer kitschigen Traumwelt ihre Phantasien ausleben. Die Layouts werden von der Firma P. P. Layouts produziert – ebenso wie die Droge, deren Produktion zwar illegal ist, aber von den korrupten Machthabern geduldet wird.
Als der mysteriöse Industrielle Palmer Eldritch von einer Expedition ins System des Proxima Centauri zurückkehrt, bringt er die Droge Chew-Z mit. Chew-Z verspricht den Wechsel in eine alternative Realität, in der man alles erschaffen könne, was man will. Die von Chew-Z erschaffene Realität soll genauso real sein wie unsere. Außerdem vergeht während des Trips im objektiven Universum keine Zeit. Von den UN erhält Eldritch, der lange im Verborgenen bleibt und nur durch Mittelsmänner oder Illusionen auftritt, die Erlaubnis, die neue Droge auf den Markt zu bringen. Damit entbrennt ein Kampf zwischen ihm und P. P. Layouts. Deren Geschäftsführer Leo Bulero will Eldritch ermorden, wird aber selbst gefangen genommen, mit Chew-Z betäubt und findet sich in dessen privater Alptraumwelt wieder.
Nun überschlägt sich die Handlung des Romans: Bulero und der Leser wissen ab diesem Moment nie wieder sicher, in welcher Realität er sich befindet. Buleros Angestellter Barney Mayerson, ein zerrissener Mensch mit hellseherischen Fähigkeiten und unbewältigten Schuldgefühlen, gerät zwischen die Fronten der Auseinandersetzung. Er meldet sich schließlich freiwillig als Kolonist auf den Mars, wo er als Agent für Bulero arbeitet. Dort nimmt auch er Chew-Z und erfährt, dass Palmer Eldritch nicht länger ein Mensch, sondern eine von einer extraterrestrischen Macht übernommene Marionette ist, die als Geist der neuen Droge zu begreifen ist. Indem Menschen Chew-Z nehmen, werden sie gewissermaßen zu Avataren dieser Intelligenz. Ein Anzeichen dieser Entwicklung ist das ständige Auftauchen von Eldritchs Prothesen: Zähne aus Stahl, eine künstliche Hand und künstliche Augen, die drei titelgebenden „Stigmata“.
Am Ende des Buches scheint dies auch Menschen zuzustoßen, die die Droge nie genommen haben. Das Buch schließt kurz vor dem Moment, als Leo Bulero Palmer Eldritch töten wird. Barney Mayerson weiß auch aus der Zwiesprache mit der Intelligenz hinter Eldritch, dass diese sich in ihren Tod fügt. Allerdings wird nicht klar, ob der Angriff tatsächlich gelingt oder ob die Hülle Palmer Eldritch nun einfach nicht mehr nötig ist.

## Hintergrund
Wie auch der frühere deutsche Titel zeigt, fanden in den 1960ern und 1970ern besonders die dargestellten Drogenwirkungen Beachtung. Die Trips ähneln den von der psychedelischen Droge LSD induzierten. Dick nahm zwar später durchaus LSD und ähnliche Drogen, betonte aber stets, dieses Werk vorher geschrieben zu haben. Seine eigenen Drogenerfahrungen gingen eher in spätere Werke wie Der dunkle Schirm ein.
Eine gewisse Kuriosität hat die Entstehungsgeschichte des Romans: Nach eigenem Bekunden sah Dick über mehrere Wochen ein Gesicht am Himmel, das dem Palmer Eldritchs entspricht. Um diese Erscheinung zu exorzieren, schrieb er den Roman, ohne bei großen Teilen selbst zu wissen, welche Realität das Geschehen im Roman haben sollte.
Die Idee der „Layouts“ und der Puppe „Perky Pat“, mit der sich die Kolonisten aus ihrer trostlosen Welt flüchten, hatte Dick bereits in seiner 1963 erschienenen Kurzgeschichte Zur Zeit der Perky Pat (The Days of Perky Pat) verwendet. Er übernahm einige Absätze fast wortgleich, änderte aber den ganzen Kontext. Auch Menschen mit hellseherischen Fähigkeiten und deren Benutzung für kommerzielle Zwecke, bei Dick „Präkogs“ (Precogs), kommen in mehreren seiner Werke vor, etwa in Der Minderheiten-Bericht (Minority Report, 1956) und Ubik (1969).
Als eines der ersten Werke Dicks behandelt der Roman religiöse Themen. Schon der Begriff Stigmata aus dem Titel hat einen religiösen Hintergrund. Der Text enthält auch mehrere ausdrückliche Bezüge auf die katholische Transsubstantiationslehre: Wie dort im Abendmahl Christus „Realpräsenz“ erlangt, erscheint Palmer Eldritch oder die Macht hinter Eldritch beim Einnehmen der Droge Chew-Z.
Die Macht hinter Palmer Eldritch hat sowohl gottähnliche als auch boshafte, satanische Züge. Dass das „Böse“ ein Attribut Gottes ist, oder die Furcht davor, dass Gott selbst eine unmoralische oder boshafte Macht ist, war eine von Dick später immer wieder aufgegriffene Spekulation, etwa in Ubik, Irrgarten des Todes (A Maze of Death, 1970) und schließlich der sogenannten VALIS-Trilogie (1980–1982). Dick bezog sich dabei oft auf gnostische Lehren.

## Übersetzungen ins Deutsche
Unter dem Titel LSD-Astronauten erschien 1971 eine deutsche Übersetzung des Buchs im Insel Verlag, 1982 als Band 60 in der Phantastischen Bibliothek als Suhrkamp Taschenbuch neu aufgelegt.
1997 erschien eine neue Übersetzung mit einem Nachwort von Paul Williams unter dem Titel Die drei Stigmata des Palmer Eldritch im Rahmen der Gesamtausgabe im Haffmans Verlag, 2002 in der Taschenbuch-Gesamtausgabe im Heyne Verlag. 2014 erschien im S. Fischer Verlag eine Neuauflage des Buches im Rahmen der Fischer Klassik Serie.

## Ausgaben
- The Three Stigmata of Palmer Eldritch. Doubleday, 1965; Gollancz, 2003, ISBN 0575074809

deutschsprachige Ausgaben
- LSD-Astronauten. Deutsch von Anneliese Strauss. Insel-Verlag, Frankfurt 1971; Suhrkamp, Frankfurt 1980, ISBN 3-518-37232-7
- Die drei Stigmata des Palmer Eldritch. Roman. Aus dem Amerikanischen von Thomas Mohr. Haffmans, Zürich 1997, ISBN 3-251-30064-4; Heyne, München 2002, ISBN 3-453-21729-2; Fischer, Frankfurt am Main 2014, ISBN 978-3-596-90568-3

## Hörspiel
- Die drei Stigmata des Palmer Eldritch, zweiteiliges Hörspiel. Aus dem Amerikanischen von Thomas Mohr. Bearbeitung: Philip Specht. Mit Matthias Koeberlin: Erzähler, Hans Kremer: Barney Mayerson, Udo Schenk: Leo Bulero, Felix von Manteuffel: Palmer Eldritch, Tanja Schleiff: Roni Fugate u. a. Regie: Robert Steudtner. WDR 2012[1]